# Monarch Motor
Die Monarch Motor Ltd. war ein britischer Automobilhersteller in Castle Bromwich bei Birmingham. 1925–1928 wurden dort ein Mittelklassemodell gebaut.
Der Monarch 13.9 hp besaß einen obengesteuerten Reihenvierzylindermotor mit 2,1 l Hubraum. Der Radstand betrug 3.048 mm.
Nur wenige Exemplare dieses sehr konventionellen Wagens entstanden in den vier Produktionsjahren.

## Modelle
| Modell  | Bauzeitraum | Zylinder | Hubraum  | Radstand |
| ------- | ----------- | -------- | -------- | -------- |
| 13,9 hp | 1925–1928   | 4 Reihe  | 2121 cm³ | 3048 mm  |

## Quelle
David Culshaw & Peter Horrobin: The Complete Catalogue of British Cars 1895–1975. Veloce Publishing plc. Dorchester (1999).  ISBN 1-874105-93-6